# São Vicente (Guarda)
São Vicente (llamada oficialmente Guarda (São Vicente)) era una freguesia portuguesa del municipio de Guarda, distrito de Guarda.

## Historia
Fue suprimida el 28 de enero de 2013, en aplicación de una resolución de la Asamblea de la República portuguesa promulgada el 16 de enero de 2013 al unirse con las freguesias de São Miguel da Guarda y Sé, formando la nueva freguesia de Guarda.